# François Raguenet
François Raguenet (* nach 1660 in Rouen; † 1722 in Paris) war ein französischer Historiker und Musikwissenschaftler.

## Leben
Dem Wunsch seiner Familie entsprechend, sollte Raguenet Priester werden und war deshalb von Kardinal de Bouillon ausgewählt worden, Hofmeister seines Neffen zu werden.
1698 begleitete Raguenet den Kardinal nach Rom. Während seines zweijährigen Aufenthalts dort begeisterte er sich für die italienische Musik. Er beschäftigte sich ausführlich mit den Werken André Campras und Jean-Baptiste Lullys und verfasste auch eine Schrift darüber.
Im Herbst 1700 kehrte Raguenet wieder nach Frankreich zurück und ließ sich in Paris nieder. Im Disput mit seinem Kollegen Jean-Laurent Le Cerf de La Viéville (1674–1707), der den maßvollen französischen Opernstil klar bevorzugte, bemühte sich Raguenet, die italienische Musik in Frankreich zu etablieren. Dieser „neue“ Stil wurde kontrovers diskutiert und führte schlussendlich 1752–54 zum Buffonistenstreit.
Mit ungefähr 60 Jahren starb Raguenet 1722 in Paris und fand dort auch seine letzte Ruhestätte.

## Schriften (Auswahl)
- Histoire d’Olivier Cromwell. Barbin, Paris 1691.
- Parallèle des Italiens et des Français en ce qui regarde la musique et les opéras. Barbin, Paris 1702.
- Histoire abrégé de l’Ancien Testament. Barbin, Paris 1708.
- Histoire du vicomte de Turenne. Paris 1741 (2 Bände).